# Kommunism i Sverige
Kommunism i Sverige har funnits i form av separata partier och andra organisationer sedan omkring 1921. De mest betydande representanterna för svensk renodlad kommunism idag är Kommunistiska Partiet och Sveriges kommunistiska parti (SKP).

## De första åren

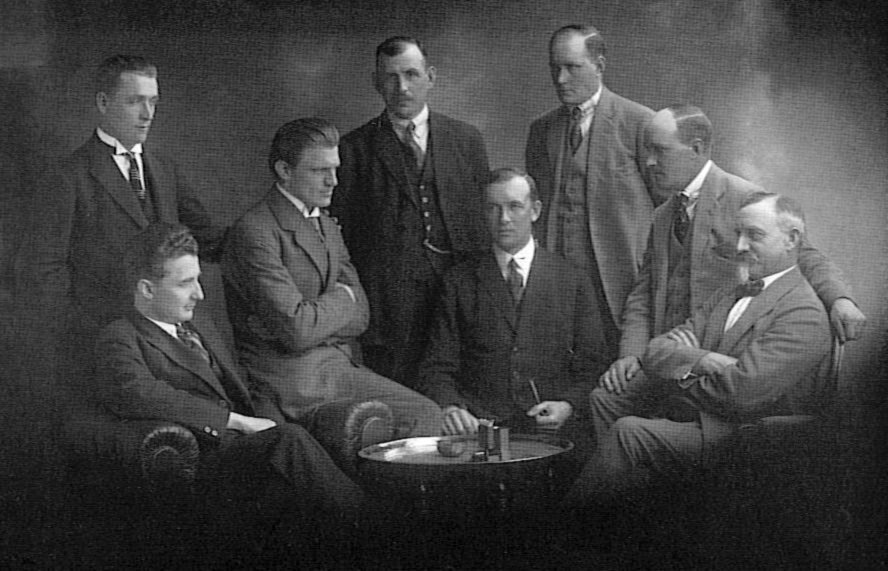
Den första kommunistiska riksdagsgruppen i Andra kammaren 1922. Sittande till vänster: Karl Kilbom.

År 1917 splittrades Sveriges socialdemokratiska arbetareparti (SAP) då vänsteroppositionen inom partiet lämnade SAP för att bilda ett vänstersocialdemokratiskt parti, Sveriges socialdemokratiska vänsterparti (SSV). Vänstern, som leddes av Zeth Höglund bildade ett nytt parti som till en början gick under vänstersocialistisk beteckning och 1921 bytte namn till Sverges Kommunistiska Parti, sektion av Kommunistiska Internationalen. Några andra viktig tidiga partimedlemmar var Fredrik Ström, Karl Kilbom, Otto Grimlund, Ture Nerman, Kata Dalström och Carl Lindhagen
1924 splittrades kommunistpartiet i ett Komintern-anslutet parti å ena sidan och ett med Zeth Höglund i bräschen å andra sidan. Fram till 1926 drev Höglund ett eget kommunistparti tillsammans med Fredrik Ström. Detta parti återgick 1926 till "fadershuset" SAP. Karl Kilbom ersatte Höglund som ny ledare för SKP.
Arbetarrörelsen i Norrbotten blev särskilt radikal, där SKP värvade många medlemmar. På 1920- och 30-talet emigrerade de så kallade Kirunasvenskarna främst från Norrbotten till Ryssland för att bidra till kommunismens införande, varav flera internerades och avrättades under Stalins utrensningar. De som återvände till Sverige utsattes för trakasserier och förföljelser av Sveriges kommunistiska parti. 2004 bad den dåvarande partiledaren i vänsterpartiet, Lars Ohly, de överlevande om ursäkt.

## 1930-talet: Kilbomare och Sillénare
Under slutet av 1920-talet utvecklades en strid inom det svenska kommunistpartiet mellan de gamla ledarna runt Kilbom och den nya oppositionen runt Hugo Sillén. Detta var ett resultat av utvecklingen i Sovjetunionen och stalinismens framväxt. Kilbom började bli kritisk mot Stalin medan Hugo Sillén representerade de Moskvatrogna. 1929 splittrades partiet och Sverige hade nu två SKP, som för enkelhetens skull kallades efter respektive ledare; Sillénarna som var det officiella kommunistpartiet, och Kilbomarna som det självständiga kommunistpartiet.

### Kilbomarna
Kilboms SKP var under många år det största av de två partierna. 1934 bytte partiet namn till Socialistiska partiet efter att ha gått samman med Albin Ströms vänstersocialister i Göteborg. Partiet växte och fick bra valresultat, men under 30-talets andra hälft utbröt en intern strid om ledarskapet mellan Kilbom och Nils Flyg. Flyg tog över partiet och kastade ut Kilbom. När andra världskriget bröt ut 1939 tog SP under Flygs ledning ställning för Adolf Hitlers Tyskland i kriget mot Stalins Sovjet. Men det var först efter Flygs död 1943 som partiet utvecklades till ett klart nazistiskt parti. Då bytte partiet namn till Svenska socialistiska partiet med Agaton Blom som ny partiledare. Det deltog i valet 1940 och valet 1944 med endast blygsamma framgångar. Antalet medlemmar under krigsåren var förmodligen mindre än tusen stycken. 1948 upplöstes partiet.

### Sillénarna
Vid partisprängningen 1929 såg läget dåligt ut för Silléns SKP. De flesta av partiets medlemmar hade gått med Kilbom. Men Sillénarna hade Moskvas stöd och kunde således hävda sig som det officiella SKP. Sillén ersattes snart som partiledare av Sven Linderot. Under Spanska inbördeskriget reste en del partimedlemmar ner för att slåss mot fascismen. I praktiken kom man ofta att användas för att bekämpa anarkister, syndikalister och trotskister. En del kom till och med att tjänstgöra i GPU. Vid denna tid lyckades man också värva många nya medlemmar. Efter Kilbompartiets upplösning i slutet av 1930-talet var SKP ensamt som svenskt kommunistparti.

## Andra världskriget: Razzior, internering och transportförbud
Sveriges Kommunistiska Parti (senare Vänsterpartiet) var ett politiskt parti som var invalt i Sveriges riksdag, men det förekom försök, bland annat av Gustav V att förbjuda partiet och det förekom en hets mot kommunister i början av kriget.:92 Hetsen avtog först när Nazitysklands krigslycka vände och Sovjet hade stora militära framgångar vid sidan av de allierade.:92

### SKP och Komintern
Det svenska kommunistiska partiets politiska trovärdighet sattes på spel under andra världskriget. Som del i den Kommunistiska internationelen, Komintern, var det svenska partiet som sektionen en del av ett världsomspännande parti. Från och med 1939 krävde Komintern av samtliga sina sektioner att de skulle ställa sig passiv i frågan om Tysklands aggressioner. Istället skulle sektionerna föra en pacifistisk fredslinje och mekaniskt tillämpa de analyser Komintern gav. Vidare menade Komintern att det andra världskriget inte var ett krig mellan demokrati och diktatur, utan ett imperialistiskt krig där ansvaret för kriget låg hos de socialdemokratiska ledarna i Frankrike och Storbritannien, som låtit sig böja inför bourgeoisins (kapitalistklassens) egoistiska intressen och döma miljoner människor till förintelse istället för att stå upp för proletär internationalism. Som en del av Komintern blev denna linje tvingande för Sveriges kommunistiska parti att göra till sin.
I den analys av det svenska kommunistpartiets politik som gjordes i socialdemokratiska Morgon-Tidningen 1950 präglades SKP:s politik av lydnad till Moskva. På tjugotalet gällde klasskamp, på trettiotalet folkfront, efter Molotov–Ribbentrop-pakten angrepp på de västeuropeiska demokratierna och vid det tyska anfallet mot Sovjet samling mot fascismen.

### Påbud om pacifism

#### Ribbentroppaktens konsekvenser
Ett exempel på den omsvängning det svenska kommunistiska partiet genomgick i och med Kominterns krav, illustreras av historikern Yvonne Hirdman genom två citat av chefredaktör Edvin E Persson vid Sydsvenska Kuriren. Innan den nya kominternstrategin korrigerat det svenska partiets hållning kommenterade Persson, den 10 oktober 1939, Adolf Hitlers fredsinviter med avvisning: När Hitler väser fram fredstoner så är han en gycklare. Hitler vill inte fred och hans kamp gäller inte det tyska folket. Men sovjetregeringen stödde Hitlers fredsbud. Sovjetunionens utrikesminister Molotov uttryckte att ansvaret låg hos de engelska och franska imperialisterna, som försöker dra in fler stater i kriget, det är de som nu önskar underblåsa krigets fortlevnad och dess fortsatta förande. Efter att Molotov givit uttryck för detta rättade sig Persson in i ledet för att den 2 november 1939 uttrycka följande: Eller går det att förneka att det idag är England och Frankrike som står i vägen för freden, medan Tyskland idag vill fred?'
Resultatet av inordningen och tillämpningen av Sovjetregeringens analys av det imperialistiska kriget, blev att vid Tysklands anfall mot Polen 1939 stöttade det svenska kommunistpartiet den svenska regeringens neutralitetsförklaring. Det var ett avståndstagande från partiets tidigare krav på ett avskaffande av svenska alliansfrihet.

#### 9 april 1940
Vid den tyska invasionen av Norge och Danmark 9 april 1940 förklarade det svenska kommunistpartiet att de "engelsk-franska imperialisterna" bar ansvaret. Det tyska anfallet var en konsekvens av brittiska provokationer. Den kommunistiska Arbetartidningen i Göteborg beskrev till och med aktionen som "det engelsk-franska angreppet på Norge". Det norska motståndet måste upphöra: "norskt blod skall inte flyta för imperialistiska intressen". Krigshotet mot Sverige kom inte från Nazityskland utan från västmakterna och för att undvika krig måste Sverige anpassa sig till de tyska kraven. Om Sverige anfölls av Nazityskland så skulle vi inte försvara oss, utan anpassa oss till det nya läget.

#### Omvärldens reaktion
Kommunistpartiets lojalitet mot Komintern tolkades av det officiella Sverige, som att svenska kommunister i händelse av en kris eller ett krig där Sovjet var motståndare skulle stödja fienden. Denna tolkning tycktes bekräftad vid Vinterkrigets utbrott, då de svenska kommunisterna följde Kominterns linje och förklarade att det sovjetiska anfallet endast var en intervention till stöd för att Terijokiregeringen, Finlands lagliga regering. Detta ställningstagande utlöste även en antikommunistisk opinionsvåg i landet. LO förklarade, att demokratins och socialismens dödgrävare måste berövas allt inflytande i den svenska arbetarvärlden.

### Antinazism 1941
1941 ändrade partiet återigen sin linje. Tyskland anföll Sovjetunionen och i den då återaktualiserade partiförbudsfrågan, frångick kommunisterna Kominternlinjen och uppmanade till enighet inom arbetarrörelsen, att gemensamt stå upp för de demokratiska värdena och aktivt motverka att Sverige hamnar under Tysklands kontroll. Partiet intog nu en patriotisk och aktivt antifascistisk hållning, och kunde i den nya strategin agera mot de inhemska nazisterna, men även mot högerpartiet.:71 När Komintern upplöstes 1943 förändrades argumentationsförutsättningarna för de svenska kommunisterna, som nu måste antaga ett eget partiprogram vilket skedde 1944. Politiskt förordade man en folkfrontspolitik riktad mot Nazityskland i samarbete med socialdemokrater och "progressiva" borgerliga element. Partiet kunde också spegla sig i de sovjetiska militära framgångarna, och vid riksdagsvalen 1944 gick man från 3 till 15 mandat.

### Övervakning och förföljelse av kommunister

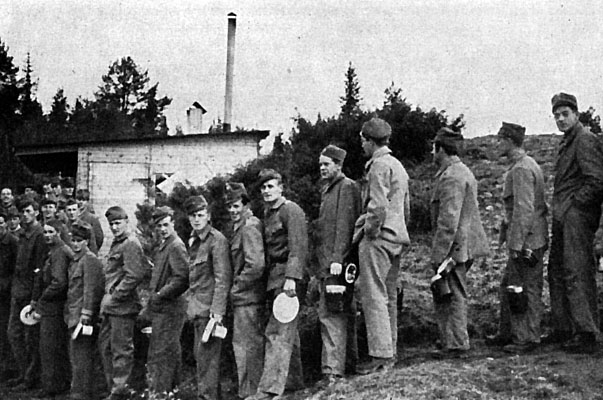
Matkö vid ett svenskt arbetskompani i Sveg.

Under andra världskriget ansåg samlingsregeringen, krigsmakten och allmänna säkerhetstjänsten att anhängare till kommunistisk ideologi kunde utgöra ett hot mot landets säkerhet. Frågan om att förbjuda Sveriges kommunistiska parti lyftes i riksdagen under våren 1940. Anhängare till kommunistisk ideologi kartlades och i vissa fall bevakades. Deras, och misstänkta värnpliktigas tjänster, begränsades till särskilda interneringsläger, arbetsläger och förband, utan rättegång eller dom. De värnpliktiga hade i lägren ingen kontakt med militärens utbildning av stridande trupper eller väpnat materiel. 
3 mars 1940 genomfördes ett mordbrandsattentat mot Norrskensflamman av Finlandsaktivister, som följde på tidningens och SKP:s ställningstagande mot Finland och för Sovjetunionen under finska vinterkriget. I branden dog fem personer, två barn och tre vuxna. Bland de som dog fanns Artur Hellberg, distriktsordförande för Sveriges kommunistiska parti i Norrbotten. En månad senare häktades Luleås stadsfiskal, fyra officerare, en värnpliktig samt en journalist från den konkurrerande högertidningen Norrbottens-Kuriren för attentatet.:63 De ansvariga åtalades inledningsvis endast för skadegörelse, men dömdes i senare instans till straffarbete. De flesta kom att benådas av samlingsregeringen innan kriget var slut.

### Transportförbudet
Förutom interneringen och mordbrandsattentatet var det främsta uttrycket för förföljelserna det transportförbud som infördes mot kommunistiska (men även anti-nazistiska) tidskrifter 1 mars 1940 till 17 mars 1944. Inskränkningen av tryckfriheten handlade om att staten inte skulle tillhandahålla transportmedel för tidskrifterna. Förbudet kom även att inbegripa motorfordon i enskild trafik.

### Landsomfattande razzior 1940-1942
Polisen genomförde tre landsomfattande razzior åren 1940-1942. Den första var den största och ägde rum 10 februari 1940. I den verkställdes husrannsakan hos 995 personer som misstänktes ha kopplingar till kommunistorganisationer. Även 45 föreningslokaler genomsöktes. De flesta av det svenska kommunistiska partiets distriktsledare fick sina hem genomsökta; somliga häktades medan andra kvarhölls några dagar.
Razzian den 10 februari 1940 stred mot lagen, men blev trots det inte en politisk belastning för regeringen.:92 Göte Friberg, polismästare i Helsingborg, skrev att "Den allmänna opinionen accepterade helt ingripandet" och "Vid den landsomfattande razzian framkom inget graverande för de svenska kommunisterna".:92
Drygt tre veckor efter razzian i februari inträffade attentatet mot Norrskensflamman då den kommunistiska tidningen Norrskensflamman sprängdes och fem personer omkom.:92 Enligt Maria-Pia Boëthius kan statens åsidosättande av lagen i samband med razzian ha uppmuntrat till attentatet.:92

## 1950- och 1960-talen
1953 bröt sig en grupp kring borgarrådet Set Persson ut ur SKP och bildade så småningom Sveriges Kommunistiska Arbetarförbund. 1950-talet präglades av antikommunism och rädsla för sovjetisk aggression och de kommunistiska partierna backade i valen.
1964 tog C.-H. Hermansson över som partiledare för SKP efter Hilding Hagberg. Hermansson inspirerades av den reformistiska eurokommunismen och under hans ledarskap utvecklade partiet en mjukare framtoning i förhållande till Sovjetunionen. 1967 bytte partiet namn från SKP till Vänsterpartiet Kommunisterna (VPK). Vänsteroppositionen inom SKP bröt sig ur och bildade eget 1967. Man kallade sig då för Kommunistiska Förbundet Marxist-Leninisterna (KFML). På 1960-talet uppstod också en trotskistisk rörelse i Sverige, främst representerad av Socialistiska partiet, eller Kommunistiska Arbetarförbundet, som de kallade sig då.

## 1970- och 1980-talen
KFML bestod till största delen av akademiker och redan 1970 bröt sig en minoritet av medlemmarna ut, då de uttryckte att "akademikerna förde en småborgerlig och reformistisk politik". Denna gruppering kallade sig för Kommunistiska Förbundet Marxist-Leninisterna (revolutionärerna) - KFML(r) och hade en mer proletär bas. Ledare för r-arna var muraren Frank Baude. 1977 bildade KFML(r) parti och bytte således namn till Kommunistiska Partiet Marxist-Leninisterna (revolutionärerna) - KPML(r). Detta parti hade inga kontakter med statsbärande partier runt om i världen, även om det fort fick vänskapliga relationer med diverse upprorsrörelser, som PFLP i Palestina, Polisario i Västsahara.
1973 bytte KFML namn till Sveriges Kommunistiska Parti - SKP. Detta parti orienterade sig mot Peking och tog avstånd från sovjetisk militarism och aggression. 1977 bröt sig ännu en grupp ut ur VPK under namnet Arbetarpartiet Kommunisterna - APK. Bland annat följde två riksdagsledamöter med till APK. Partiet vann inga större framgångar i riksdagsvalet 1979. Detta parti stödde sovjetisk militarism och aggression.
Partierna till vänstern om VPK uppnådde vissa framgångar på kommunal nivå, men överlevde endast på enstaka platser under 1980-talet.

## 1990- och 2000-talen
År 1990 bytte VPK namn till det nuvarande Vänsterpartiet och tog officiellt bort begreppet kommunism från sitt partiprogram. APK gick i konkurs 1995 och omorganiserades under det nu lediga namnet Sveriges kommunistiska parti. I ett flertal kommunval i Karlshamns kommun noterade KPML (r) rekordvalresultat, i valet 1994 var man delat med moderaterna näst största parti i kommunfullmäktige. 1998 avgick KPML(r):s Frank Baude som ordförande i organisationen.  Ny partiledare blev Anders Carlsson. 2014 lämnade Frank Baude Kommunisitiska Partiet.
2005 bytte KPML(r) namn till Kommunistiska partiet på sin fjortonde partikongress, då man ansåg att det gamla namnet var obsolet eftersom övrig bokstavsvänster försvunnit.[källa behövs] Kommunistiska partiet ställde inte upp i riksdagsvalet 2006, men erhöll 9432 röster i samma års kommunalval, med mandat på tre orter. I kommunalvalen 2018 behöll Kommunistiska partiet sina mandat i två kommuner och vann ett nytt mandat i Ludvika.